# Педри
Педро Гонсалес Лопес (роден на 25 ноември 2002 г.), по-известен като Педри, е испански професионален футболист, който играе като полузащитник за клуба от Ла Лига Барселона и националния отбор на Испания.

## Клубна кариера

### Лас Палмас
Роден в Тегесте, Тенерифе, Канарските острови, Педри се присъединява към младежката организация на Лас Палмас през 2018 г. от CF Juventud Laguna.
Педри прави своя професионален дебют на 18 август 2019 г., само на 16 години, като стартира при домашна загуба с 0 – 1 срещу Уеска в Сегунда Дивизион. Той отбелязва първия си професионален гол на 19 септември, с единствения гол в мача при домакинска победа над Спортинг Хихон и става най-младият голмайстор в историята на Лас Палмас на 16 години, 9 месеца и 23 дни.

### Барселона
На 2 септември 2019 г. Барселона постига споразумение с Лас Палмас за трансфера на Педри, което влиза в сила от 1 юли 2020 г. Играчът се съгласява на двугодишен договор с каталунския клуб, който плаща 5 милиона евро за сделката Разпределен в основния състав за сезон 2020 – 21 и с фланелката с номер 16, Педри дебютира на 27 септември, заменяйки Филипе Коутиньо в домакинска победа с 4 – 0 срещу Виляреал в Ла Лига.
На 29 ноември Педри печели трофея Kopa 2021, който се присъжда от France Football на най-добре представящия се играч на възраст под 21 години.

## Международна кариера

### Младежка кариера и ранна възрастна кариера
На 21 август 2020 г. Педри е повикан в отбора на Испания до 21 години; по-късно той дебютира на 3 септември при победа с 1:0 като гост над Македония в квалификационен мач за Европейското първенство до 21 години на УЕФА през 2021 г.
През март 2021 г. Педри получава първото си повикване в старшия отбор на Испания от треньора Луис Енрике преди груповата фаза на квалификацията за Световното първенство по футбол през 2022 г. Той прави своя дебют на 25 март срещу Гърция.

### Летни олимпийски игри 2020 г.
На 29 юни 2021 г. Педри е повикан в отбора на Испания за Летните олимпийски игри през 2020 г. Ходът за включване на Педри в олимпийския отбор на Испания привлича критики от Барселона. На 22 юли Педри изиграва пълните 90 минути в откриването на Испания с 0:0 срещу Египет. Мачът е 66-ият за Педри за сезона. Във финала, 73-тия мач на Педри за сезона, Испания претърпява загуба с 2 – 1 от Бразилия в продълженията.

## Кариерна статистика

### Клуб
| Клуб             | Сезон            | лига             | лига       | лига | Национална купа | Национална купа | континентален | континентален | Друго      | Друго | Обща сума  | Обща сума |
| Клуб             | Сезон            | дивизия          | Приложения | Цели | Приложения      | Цели            | Приложения    | Цели          | Приложения | Цели  | Приложения | Цели      |
| ---------------- | ---------------- | ---------------- | ---------- | ---- | --------------- | --------------- | ------------- | ------------- | ---------- | ----- | ---------- | --------- |
| Лас Палмас       | 2019 – 20        | Сегунда Дивизион | 36         | 4    | 1               | 0               | —             | —             | —          | —     | 37         | 4         |
| Барселона        | 2020 – 21        | Ла Лига          | 37         | 3    | 6               | 0               | 7             | 1             | 2          | 0     | 52         | 4         |
| Барселона        | 2021 – 22        | Ла Лига          | 5          | 1    | 1               | 1               | 3             | 0             | 1          | 0     | 10         | 2         |
| Барселона        | Обща сума        | Обща сума        | 42         | 4    | 7               | 1               | 10            | 1             | 3          | 0     | 62         | 6         |
| Общо в кариерата | Общо в кариерата | Общо в кариерата | 78         | 8    | 8               | 1               | 10            | 1             | 3          | 0     | 99         | 10        |

1. ↑  Appearance(s) in UEFA Champions League
2. 1 2  Appearance(s) in Supercopa de España
3. ↑  Two appearances in UEFA Champions League, one appearance in UEFA Europa League

| национален отбор | Година    | Приложения | Цели |
| ---------------- | --------- | ---------- | ---- |
| Испания          | 2021 г.   | 10         | 0    |
| Обща сума        | Обща сума | 10         | 0    |

## Отличия

### Клуб
Барселона
- Ла Лига: 2022/23, 2024/25
- Купата на краля: 2020/21, 2024/25
- Суперкупа на Испания: 2023, 2025

### Международен
Испания
- Европейско първенство: 2024

Испания U23
- Сребърен медал от летните олимпийски игри: 2020

### Индивидуален
- УЕФА Шампионска лига Пробив XI: 2020[20]
- Европейско първенство на УЕФА Млад играч на турнира: 2020[21]
- Отбор на турнира от Европейското първенство на УЕФА: 2020[22]
- Trofeo Aldo Rovira: 2020 – 21[23]
- Златно момче: 2021[24]
- Копа Трофей: 2021[12]
- IFFHS Най-добър играч в света за младежи (U20): 2021[25]